# 対麻痺
対麻痺（ついまひ、英: paraplegia）とは、四肢麻痺と異なり、両下肢のみの運動麻痺（運動中枢から筋線維までのうちのいずれかの障害によって随意運動ができない状態）がある状態のこと。特に胸髄以下の脊髄障害および損傷によるものが多い。

## 対麻痺の種類
対麻痺に付随する症状によって分類する。
- 痙性対麻痺（spastic paraplegia）：下肢の痙縮（spasticity）を伴う対麻痺をこのように呼ぶ。痙縮は筋緊張の亢進（受動的に動かしたときに正常よりも抵抗が大きい状態）であり、錐体路障害によって現れる症状であるので、他の錐体路徴候も伴っている。上位運動ニューロン障害である。後述のように対麻痺の原因疾患は脊髄障害が多いので、脊髄前角細胞よりも中枢の障害である上位運動ニューロン障害となりやすく、そのため対麻痺の多くは痙性対麻痺となる。
- 弛緩性対麻痺（flaccid paraplegia）：下肢の筋緊張が低下した（受動的に動かしたときに脱力していて抵抗が小さくぐにゃぐにゃとしている）状態の対麻痺のことである。馬尾損傷や多発神経炎などの下位運動ニューロン障害のことが多い。ただし上位運動ニューロン障害でも脊髄障害の急性期には脊髄ショックを伴うので、弛緩性対麻痺になることがある。しかしこの場合は脊髄横断性症候群として対称性の感覚脱失や直腸膀胱障害を伴うので診断を誤ることは少ない。

## 対麻痺の原因
経過によって診断が異なってくる。ほとんどが脊髄の疾患である。
1. 突然発症のもの：外傷性の脊髄損傷、脊髄血管障害（前脊髄動脈閉塞、脊髄出血、脊髄梗塞、脊髄動静脈奇形）などがある。
2. 数時間から数日の急性の経過をたどるもの：多発神経炎（最も多い原因としてギラン・バレー症候群）、感染性脊髄炎、急性脊髄前角炎（ポリオ）、脱髄性疾患（多発性硬化症やドゥヴィック病）、急性散在性脳脊髄炎（acute diffuse encephalomyelitis ADEM）、硬膜外膿瘍による脊髄圧迫などがある。
3. 慢性の経過をたどるもの　発症の時期でさらに分類する
  1. 小児期：先天性または周産期の脳疾患が原因となる脳性麻痺は、対麻痺が主症状である。
  2. 小児期から思春期にかけて：遺伝性痙性対麻痺という稀な疾患がある。
  3. 成人期：脊髄腫瘍、椎間板ヘルニア、HTLV-I関連脊髄症（HTLV-1 associated myelopathy HAM）、梅毒性髄膜脊髄炎（エルプ脊髄麻痺）、慢性硬膜外膿瘍、脊髄空洞症、筋萎縮性側索硬化症、亜急性連合性脊髄変性症などがある。稀な疾患として傍正中髄膜腫では脳性の対麻痺であり、またミオパチーや心因性による対麻痺などは脊髄以外の原因で起きる疾患である。

## 治療法
原因疾患に応じた治療法が行われる。各疾患の項目を参照されたい。対症療法として（亜急性連合性脊髄変性症の場合は根本治療であるが）ビタミンB12錠剤の投与も有効である。慢性の経過をたどる疾患に伴う対麻痺の場合は、リハビリテーションを実施するとともに、歩行の補助・リハビリを目的として長下肢装具、あるいは短下肢装具が用いられることがある。